# Karl Josef Becker
Karl Josef Becker S.J. (Colònia 18 d'abril de 1928 - Roma 10 de febrer de 2015) va ser un cardenal i teòleg alemany.

## Biografia
Becker ingressà a la Companyia de Jesús el 13 d'abril de 1948 després d'haver estudiat filosofia clàssica durant 3 semestres entre 1946 i 1849. Després del noviciat a Colònia, estudià filosofia a la Universitat Jesuïta de Pullach (actualment la Universitat de Filosofia de Múnic) entre 1950 i 1953. El 31 de juliol de 1958 va ser ordenat prevere. Entre 1955 i 1959 estudià teologia a la Universitat de Filosofia i Teologia Sankt Georgen de Frankfurt am Main. La seva dissertació teològica va ser "Die Rechtfertigungslehre nach Domingo de Soto. Das Denken eines Konzilstellnehmers vor, in und nach Trient" (La doctrina de la justificació a Domingo de Soto. El pensament d'un pare conciliar primer, al final de Trento), defensada el 1963 i publicada el 1967. Fins al 1969 ensenyà teologia dogmàtica la universitat Sankt Georgen. A partir de 1969 donà classes a la Universitat Pontifícia Gregoriana, esdevenint professor extraordinari el 1971 i professor ordinari el 1975. El 2003 esdevingué professor emèrit.
Becker va escriure sobre les interpretacions de la subsistència a Lumen Gentium. El Papa Benet XVI el convocà per la preparació de la Declaració conjunta catòlico-luterana sobre la justificació per la fe; i el 2009 s'anuncià que participaria en les discussions doctrinals entre la Societat de Sant Pius X i la Santa Seu.
El 6 de gener de 2012, el Papa Benet XVI anuncià la seva intenció de crear a Becker cardenal en el transcurs d'un consistori el 18 de febrer de 2012.
El 3 de febrer de 2012 s'anuncià que, a causa de problemes de salut, Becker no participaria en el consistori del 18 de febrer, però que seria creat cardenal posteriorment en una cerimònia privada. El 9 de febre de 2012, domradio.de informà que participaria en el consistori. Finalment, va ser proclamant Cardenal diaca de San Giuliano Martire aquell dia. A causa de la seva edat, però, no pot participar en un conclave.

## Activitat
Com a teòleg dogmàtic s'ocupà principalment dels sagraments i de la doctrina de la gràcia.
Va participar com a expert al Concili Vaticà II, on es distingí per les seves dissertacions sobre la llibertat religiosa i l'ecumenisme, treballant principalment a l'elaboració de la constitució sobre l'Església Lumen Gentium.
El Papa Pau VI el nomenà consultor de la Congregació de la doctrina de la Fe el 15 de setembre de 1977, esdevenint a partir de 1982 col·laborador del llavors Prefecte, el cardenal Joseph Ratzinger.
D'acord amb John L. Allen, Jr., Becker gaudí del respecte i la confiança del llavors cardenal Joseph Ratzinger, prefecte de la Congregació de la Doctrina de la Fe. Més d'un teòleg amb problemes va rebre el consell de "vagi a veure Fr. Becker". Es creu que Becker participà en la investigació del vaticà del seu company jesuïta Fr. Jacques Dupuis i el seu treball sobre el pluralisme religiós.

## Obres
- Der Gottesbeweis nach Marechal. Zusammengestellt auf Grund der Mélanges Joseph Maréchal, Pullach 1956
- Die Rechtfertigungslehre nach Domingo de Soto. Das Denken eines Konzilsteilnehmers vor, in und nach Trient., Analecta Gregroriana Rom 1967
- Wesen und Vollmachten des Priestertums nach dem Lehramt, Herder Freiburg 1970
- Trattati sul battesimo, sulla confermazione, sui sacramenti in genere: schemi e bibliografie, Pontificia Università Gregoriana, Facoltà di Teologia, 1977
- Catholic Engagement with World Religions: A Comprehensive Study (Faith Meets Faith), Orbis Books 2010, ISBN 978-1-57075-828-7, coautori: Ilaria Morali, Gavin D'Costa